# Bombus czerskii
Bombus czerskii är en biart som beskrevs av Aleksandr Skorikov 1910.
Bombus czerskii ingår i släktet humlor och familjen långtungebin. Inga underarter finns listade i Catalogue of Life.

## Beskrivning
Endast honor har påträffats. Dessa har en längd på upptill 20 mm med ett avlångt huvud. Mellankroppen har blekgul päls med ett svart till brunaktigt band mellan vingfästena. Första tergiten är även den blekgul, tergit 2 till 5 randiga med främre delen gul och bakre svart till brunaktig.

## Ekologi
Arten förekommer på ängar, i skogsbryn och skogsgläntor. Den besöker framför allt växter med djupkalkade blommor.

## Utbredning
Utbredningsområdet sträcker sig från södra Ryssland (i området kring Bajkalsjön och i Primorje kraj) över nordöstra Kina och norra Mongoliet till norra Nordkorea och troligen också Japan.

## Status
Arten är mycket ovanlig och rödlistad i Ryssland. Den minskar till följd av habitatförlust genom uppodling av dess naturliga områden. Överdriven användning av bekämpningsmedel spelar också in.